# Francisco Horacio de las Carreras
Francisco Horacio de las Carreras fue un juez argentino, en actividad en la Cámara en lo Civil y Comercial Federal hasta abril de 2018. Es bisnieto de Francisco de las Carreras, primer presidente de la Corte Suprema de Justicia de la Nación. De perfil bajo, cobró protagonismo mediático al dictar un fallo favorable al Grupo Clarín en la causa por la constitucionalidad de determinados artículos de la Ley de Servicios de Comunicación Audiovisual, extendiendo la medida cautelar interpuesta por el grupo mediático e impidiendo la plena aplicación de dicha ley.
Francisco de las Carreras se encuentra imputado por el Consejo de la Magistratura de la República Argentina en una causa por supuestas dádivas, a raíz de una denuncia del Gobierno, que lo acusa de haber viajado a una conferencia sobre libertad de prensa en Miami, supuestamente invitado y con los gastos de traslado, alojamiento y alimentación pagados por el Grupo Clarín. Este viaje habría tenido lugar mientras estaba en curso la causa sobre la Ley de Servicios de Comunicación Audiovisual, en la que Francisco de las Carreras interviene. En su denuncia, el Gobierno sostiene que el juez viajó entre el 29 de abril y el 15 de mayo de 2012 a Miami, en los Estados Unidos, alojándose en un hotel 5 estrellas y teniendo todos los gastos solventados por Clarín, además de visitar instalaciones de Cablevisión, una de las empresas que conforman el Grupo Clarín.
Respecto a esta denuncia, Francisco de las Carreras afirmó que el viaje había sido costeado por una organización no gubernamental de medios denominada CERTAL, de cuyo consejo directivo es director titular Hernán Verdaguer, un gerente del Grupo Clarín, y que tiene sus operaciones financiadas por el Grupo. No obstante de haber reconocido esta vinculación económica con una de las partes en litigio, el juez no se excusó y se declaró competente para fallar en la causa. Los datos de la participación de los magistrados en este evento surgen de la numerosa prueba documental que hay en las compañías aéreas, los hoteles y migraciones.
El juez De las Carreras también ha sido sindicado como uno de los responsables por una condena impuesta por la Corte Interamericana de Derechos Humanos a la Argentina. Esta condena se impuso por una causa en la que intervino el juez De las Carreras y en la que se ha «excedido el plazo razonable en el proceso civil por daños, se vulneró el derecho a la protección judicial y el derecho a la propiedad privada, y se incumplió la obligación de garantizar, sin discriminación, el derecho de acceso a la Justicia y el derecho a la integridad personal» de Sebastián Furlán. En 1998, cuando tenía 14 años de edad, Furlán jugaba con amigos en un campo de entrenamiento militar de Ciudadela —que había sido abandonado por el Ejército— cuando recibió un golpe en la cabeza producto de la caída de un travesaño. En el accidente, Furlán sufrió fractura de cráneo y daños cerebrales. A partir de lo ocurrido, el padre del adolescente entabló una demanda judicial por daños, con el objeto de obtener el dinero necesario para la rehabilitación de su hijo. No obstante, el proceso demoró 12 años y tres meses y, además, el resarcimiento vino en forma de bonos a cobrarse en el año 2016, 28 años después del accidente.